# Braunschweig
Braunschweig (nizkonemško Brunswiek) je mesto z okoli 250.000 prebivalci, drugo največje v nemški deželi Spodnji Saški, severno od hribovja Harz na najbolj oddaljeni plovni poti reke Oker, ki se povezuje s Severnim morjem preko rek Aller in Weser. 
V srednjeveški Nemčiji je bil Braunschweig močan in vpliven trgovski center, ki je bil od 13. do 17. stoletja član Hanzeatske lige. Bil je glavno mesto treh zaporednih držav: Kneževine Braunschweig-Wolfenbüttel (1269-1432, 1754-1807 in 1813-1814), vojvodstva Braunschweig (1814-1918) in Svobodne države Braunschweig (1918-1946).
Danes je Braunschweig drugo največje mesto v Spodnji Saški za Hannovrom in glavno središče znanstvenih raziskav in razvoja s Tehniško Univerzo (Technische Universität Braunschweig) 
Je sedež uspešnega nogometnega moštva Eintracht, ki je bilo leta 1967 nemški državni prvak, in v katerem je igral tudi slovenski nogometaš Danilo Popivoda.

## Ime
Braunschweig ima ime po zgodovinskem angleškem imenu Brunswick. Med letoma 1714 in 1837 je Hannovrska vladarska rodbina vladala Veliki Britaniji v personalni uniji z volilnimi knezi Braunschweig-Lüneburg (Hannover)). Hannovrska vladarska rodbina je bila uradno znana kot hiša Braunschweig-Lüneburg, veja Hannover. Zaradi tega je bilo veliko krajev v britanskih kolonijah poimenovanih po Braunschweigu, Brunswick, tudi pokrajina New Brunswick v Kanadi.
Od leta 1269 je vojvodina Braunschweig-Lüneburg doživela vrsto delitev in združitev, pri čemer so se deli ozemlja prenašali med različnimi vejami družine. Mesto Braunschweig je pripadlo starejši veji rodbine Wolfenbüttel, medtem ko je Lüneburg sčasoma pripadal veji Hannover. Čeprav je bilo ozemlje razdeljeno, vse pripadnike različnih vej uvrščajo v rodbino Braunschweig-Lüneburg. Leta 1884 je izumrla starejša veja rodbine Welfov. Vladarji veje Hannover so od novembra 1913 do novembra 1918 vladali vojvodini Braunschweig.

## Zgodovina

### Ustanovitev in zgodnja zgodovina
Datum in okoliščine ustanovitve mesta niso znani. Tradicija, da je Braunschweig ustvaril Brun(o), saški grof, ki je umrl leta 880, na eni strani reke Oker - legenda podaja leto 861 za temelje - in druga, da je naselje ustanovil legendarni grof Dankward, po njem se imenuje grad Dankwarderode  ('Dankwardova jasa'), ki je bil obnovljen v 19. stoletju . Prvotno ime mesta Brunswik je kombinacija imena Bruno in nizkonemško wik (v zvezi z latinskim vicus), kjer so trgovci počivali in skladiščili svoje blago. Ime mesta torej pomeni idealno počivališče, saj leži ob reki Oker. Druga razlaga imena mesta je, da prihaja iz Brand ali goreti, ki označuje kraj, ki je bil očiščen s požarom.. Mesto je bilo prvič omenjeno v dokumentih iz cerkve svetega Magnija iz leta 1031, ki daje ime Brunesguik.

### Srednji vek in zgodnja moderna doba
Do 12. stoletja je Braunschweigu vladala saksonska plemiška družina Brunonidi, nato pa je po poroki padel pod rodbino Welf. Leta 1142 ga je Henrik Lev iz rodbine Welf določil za glavno mesto njegove države (ki je od leta 1156 naprej vključevala tudi vojvodino Bavarsko). Grad Dankwarderode, rezidenco grofov Braunschweig, je spremenil v lastno pfalco in razvil mesto, ki je predstavljalo njegovo oblast. V obdobju Henrikovega vladanja je bila zgrajena stolnica svetega Blaža in postavljen kip leva, njegove heraldične živali, pred gradom. Lev je postal mestni simbol.
Henrik Lev je postal tako močan, da si je upal zavrniti pomoč vojski Friderika Barbarosse, ki ga je leta 1182 zato izgnal. Odšel je v izgnanstvo v Anglijo. Leta 1168 je že imel vzpostavljene vezi z angleško krono skozi poroko s hčerko Henrika II. Angleškega, Matildo, sestro Richarda Levjesrčnega . Je pa njegov sin Oton, ki bi lahko ponovno prevzel vpliv, na koncu postal cesar svetega rimskega cesarstva in še naprej spodbujal razvoj mesta.
V srednjem veku je bil Braunschweig pomembno trgovsko središče, eno od gospodarskih in političnih središč Severne Evrope in član Hanzeatske lige od 13. do sredine 17. stoletja . Do leta 1600 je bil Braunschweig sedmo največje mesto v Nemčiji. Čeprav je Braunschweig formalno rezidenca vladarjev vojvodine Braunschweig-Lüneburg, ki je bila sestavni del Svetega rimskega cesarstva, je de facto vladal neodvisno z močnim razredom patricijev in cehov v večjem delu srednjega in zgodnje moderne dobe. Zaradi vse večje moči meščanov, so knezi Braunschweig-Wolfenbuettel, ki so vladali v eni od enot Braunschweig-Lüneburg, leta 1432 končno preselili svoje prebivališče iz mesta in v bližnje mesto Wolfenbuttel. Knezi Braunschweig-Wolfenbuettel niso prevzeli nadzora nad mestom do konca 17. stoletja, ko je Rudolf August, vojvoda Braunschweig-Lüneburški, zavzel mesto z obleganjem. V 18. stoletju Braunschweig ni bil le politični, temveč tudi kulturni center. Pod vplivom filozofije razsvetljenstva so knezi kot Anton Ulrih in Karel I. postali pokrovitelji umetnosti in znanosti. Leta 1745 je Karel I. ustanovil Collegium Carolinum, predhodnik Tehnološke univerze Braunschweig in leta 1753 preselil rezidenco nazaj v Braunschweig. S tem je pritegnil pesnike in mislece kot so Lessing, Leisewitz in Jakob Mauvillon na svoj dvor in v mesto. Lessingova Emilia Galotti in Goethejev Faust sta bila prvič izvedena v Braunschweigu. 

### 19. stoletje
Leta 1807 so mesto zavzeli Francozi v času napoleonskih vojn kot del Napoleonskega kraljestva Vestfalija. Izgnani vojvoda Friderik Viljem je organiziral enoto  prostovoljcev, Schwarze Schar, ki so se v nekaj bitkah borili proti Francozom. 
Po dunajskem kongresu leta 1815 je Braunschweig postal prestolnica  obnovljenega neodvisnega vojvodstva Braunschweig, od leta 1871 konstitutivne države nemškega cesarstva. Po julijski revoluciji leta 1830 je bil v Braunschweigu vojvoda Karel II., njegov absolutistični način upravljanja je bil precej odtujen od plemstva in buržoazije, medtem ko so bili nižji sloji nezadovoljni zaradi slabih gospodarskih razmer. V noči na 7. in 8. september 1830 je vojvodsko palačo v Braunschweigu napadla jezna množica, jo  zažgala in popolnoma uničila.  Karla je nasledil njegov brat Viljem VIII., v času njegovega vladanja pa se je okrepil parlament Braunschweiga.
V 19. stoletju je industrializacija povzročila hitro rast prebivalstva v mestu. Prvi odsek železniške proge Braunschweig-Bad Harzburg, ki je povezala Braunschweig in Wolfenbüttel, je bil odprt 1. decembra 1838 kot prva železniška proga v severni Nemčiji, ki jo upravlja državna železnica vojvodstva Braunschweig. 

### 20. stoletje
8. novembra 1918, ob koncu prve svetovne vojne, je socialistični delavski svet prisilil vojvodo Ernesta Augusta k odstopu z oblasti. 10. novembra je svet razglasil Socialistično republiko Braunschweig pod enopartijsko vlado neodvisne socialdemokratske stranke Nemčije (USPD); vendar so na poznejših volitvah Landtaga 22. decembra 1918 zmagale socialdemokratske stranke Nemčije (MSPD), USPD in MSPD ter oblikovale koalicijsko vlado. Vstaja leta 1919 pod vodstvom komunistične lige Spartacus je bila poražena, ko je prostovoljna vojaška enota pod Georgom Ludwigom Rudolf Maerckerjem prevzela mesto po ukazu nemškega ministra za obrambo, Gustava Noskeja.
Vladi pod vodstvom SPD je bila uspešno vzpostavljena; decembra 1921 je bila sprejeta nova ustava za svobodno državo Braunschweig, ki je zdaj parlamentarna republika v Weimarski republiki, spet z Braunschweigom kot glavnim mestom. 
Nacionalsocialistična nemška delavska stranka (NSDAP) je oblikovala koalicijsko vlado z več konzervativnimi in desničarskimi strankami. S podporo Dietricha Klaggesa, notranjega ministra Braunschweiga, je NSDAP v Braunschweigu organiziral velik reli SA. Med 17. in 18. oktobrom 1931 je po mestu korakalo 100.000 pripadnikov SA, ko so se borili med nacisti, socialisti in komunisti; bilo je več mrtvih ali ranjenih. 25. februarja 1932 je država Braunschweig dodelila nemško državljanstvo Adolfu Hitlerju, da mu je omogočila kandidiranje na nemških predsedniških volitvah leta 1932. V Braunschweigu so nacisti izvedli več napadov na politične sovražnike, s privolitvijo državne vlade.
Po nacističnem prevzemu oblasti leta 1933 je bilo v Braunschweigu nameščenih več državnih institucij, vključno z Letalskim raziskovalnim inštitutom (Luftfahrtforschungsanstalt) v Völkenrodeju, Hitlerjeve mladine Akademijo za mladinsko vodstvo in SS Junkerjevo šolo Braunschweig. Z Reichswerke Hermann Goering v Salzgitterju in Stadt des KdF-Wagens ter več tovarnami v samem mestu (vključno z Büssingom in Volkswagenwerk Braunschweig) je Braunschweig postal eden od centrov nemške orožarske industrije. 
Med drugo svetovno vojno je bil Braunschweig sedež podobmočja vojaškega okrožja XI in mesto garnizije 31. pehotne divizije, ki je sodelovala pri invazijah na Poljsko, Belgijo in Francijo, večinoma uničena med umikom po invaziji na Rusijo. V tem obdobju je na tisoče vzhodnih delavcev prišlo v mesto na prisilno delo, v obdobju 1943-1945 je vsaj 360 otrok, ki so bili odvzeti takim delavcem, umrlo v porodniškem oddelku za vzhodne delavce. 
Leta 1944 je bil v Braunschweigu ustanovljen oddelek koncentracijskega taborišča Neuengamme. Na stotine zapornikov, večinoma Judov, je živelo v razmerah lakote, bolezni in preobremenjenosti. Italijanska avtorica Piera Sonnino je o tem taborišču pisala v svoji knjigi To se je zgodilo, ki jo je leta 2006 izdal MacMillan Palgrave.
Anglo-ameriški zračni napad 15. oktobra 1944 je uničil večino mestnih cerkva in staro mestno jedro, največjo homogeno skupino pollesenih hiš v Nemčiji. Mestna stolnica, ki jo je nacistična vlada spremenila v nacionalno svetišče, je še vedno stala. 

### Povojno obdobje do danes
Majhen del mesta je preživelo bombardiranje in je ostalo kot posebna arhitektura. [39] Stolnica je bila obnovljena v funkciji protestantske cerkve.
Po vojni so svobodno državo Braunschweig razpustile zavezniške okupacijske oblasti, Braunschweig je prenehal biti prestolnica, večina njenega ozemlja je bila vključena v novo ustanovljeno zvezno deželo Spodnja Saška.
Med hladno vojno je Braunschweig, ki je bil takrat del zahodne Nemčije, je bil gospodarsko prizadet zaradi bližine železne zavese. Mesto je izgubilo zgodovinsko močne gospodarske vezi s takratno Vzhodno Nemčijo; gospodarska rast že desetletja ostaja pod povprečjem zahodne Nemčije.
28. februarja 1974 je bilo, kot del reforme okrožij v Spodnji Saški, podeželsko okrožje Braunschweig, ki je obkrožalo mesto, ukinjeno. Večji del nekdanjega okrožja je bilo vključeno v mesto Braunschweig, kjer se je prebivalstvo povečalo za približno 52.000 ljudi.
Fasada palače Braunschweig je bila obnovljena in stavbe, kot je Alte Waage (originalno zgrajena leta 1534) zdaj spet stoji.

## Demografija
Danes je Braunschweig med dvajsetimi nemškimi mesti, ki so najbolj privlačna za mlade med 25. in 34. letom starosti, kar vodi do dotoka mlajših prebivalcev.
| Demografski razvoj Braunschweiga med 1811 in 2004 |        |        |        |         |         |         |         |         |         |         |         |
| 1811                                              | 1830   | 1849   | 1880   | 1890    | 1900    | 1925    | 1939    | 1950    | 1975    | 1989    | 2004    |
| 27.600                                            | 35.300 | 39.000 | 75.000 | 100.000 | 128.200 | 146.900 | 196.068 | 223.767 | 269.900 | 253.794 | 239.921 |

## Gospodarstvo
Wirtschaftswoche – teden gospodarstva - je je leta 2015 Braunschweig uvrstil med najbolj dinamične gospodarske prostore v celotni Nemčiji. 
Že v preteklosti je bil eden od centrov industrializacije v severni Nemčiji. Poleg avtomobilske industrije so sčasoma postale pomembnejše tudi druge panoge. Sedanje tovarne v mestu so Volkswagen, Siemens, Bombardier Transportation in Bosch.
Modna etiketa NewYorker, založba Westermann Verlag, Nordzucker, Volkswagen Financial Services in Volkswagen Bank imajo sedež v mestu. Tu je tudi sedež dveh večjih optičnih podjetij: Voigtländer in Rollei.
V 1980-ih in zgodnjih 1990-ih so imela podružnice za razvoj in proizvodnjo v mestu računalniška podjetja Atari in Commodore International. 
Braunschweig je dom dveh podjetij za izdelavo klavirjev, ki sta po vsem svetu znana po visoki kakovosti svojih instrumentov: Schimmel in Grotrian-Steinweg. Obe podjetji sta bili ustanovljeni v 19. stoletju. Poleg tega ima Sandberg Guitars sedež v Braunschweigu.

## Znamenitosti
- Burgplatz - Grajski trg obkroža kompleks stavb velikega zgodovinskega in kulturnega pomena:  stolnica svetega Blaža, zgrajena konec 12. stoletja), grad Dankwarderode (rekonstrukcija 19. stoletja) je stari grad Henrika Leva, neogotska mestna hiša (zgrajena leta 1893-1900), kakor tudi nekaj slikovitih pollesenih hiš, kot je Cehovska hiša, danes sedež obrtniškega združenja. V centru trga stoji kopija kipa Burglöwe, romanskega kipa leva v bronu iz leta 1166. Originalni kip je v muzeju v gradu Dankwarderode. Danes je lev postal pravi simbol Braunschweiga.
- Altstadtmarkt - Stara mestna tržnica - obdana s staro mestno hišo (zgrajena med 13. in 15. stoletjem v gotskem slogu) in Martinikirche (cerkev svetega Martina iz leta 1195), z pomembnimi zgodovinskimi hišami, vključno z Gewandhaus (nekdanja cehovska hiša trgovcev z metražnim blagom, ki je nastala pred letom 1268), Stechinellijeva hiša (zgrajena leta 1690) in vodnjak iz leta 1408.
- Kohlmarkt - Trg premoga - trg s številnimi zgodovinskimi hišami in vodnjakom iz leta 1869 [18]).
- Hagenmarkt s cerkvijo svete Katarine iz 13. stoletja in Henrikovim vodnjakom (Heinrichsbrunnen) iz leta 1874.
- Magniviertel - četrt svetega Magnusa, spomin na starodavni Braunschweig, obdana s tlakovanimi ulicami, majhnimi trgovinami in kavarnami, veličastno cerkviujo iz 13. stoletja (cerkev svetega Magnusa). Tu je tudi Rizzi Haus, zelo prepoznavna, ki jo je zasnoval arhitekt James Rizzi za Expo 2000.
- Romanska in gotska cerkev svetega Andreja, zgrajena predvsem med 13. in 16. stoletjem z vitražem Charlesa Crodela. Okoli cerkve so hiše v opečni gotoki z znano Liberei, najstarejša ohranjena samostojno stavbo knjižnice v Nemčiji [19][20], in obnovljena Alte Waage.
- Gotska cerkev svetega Egidija, zgrajena v 13. stoletju, s sosednjim samostanom, ki je danes muzej.
- Državno gledališče, novo zgrajeno v 19. stoletju, sega v prvo javno gledališče v Nemčiji, ki ga je leta 1690 ustanovil vojvoda Anton Ulrik.
- Vojvodska palača v Braunschweigu je bila bombardirana v drugi svetovni vojni in porušena leta 1960. Zunanjost te stavbe je bila rekonstruirana za palačo-muzej, knjižnico in nakupovalni center, ki je bil odprt leta 2007.
- Baročna Richmondova palača, zgrajena med letoma 1768 in 1769 za britansko princeso Augusto, ženo Karla Viljema Ferdinanda, vojvodo Braunschweig-Wolfenbüttel, da jo spomni na njen dom v Angliji.
- Samostan Riddagshausen, nekdanji cistercijanski samostan z naravnim rezervatom in arboretumom. Naravni rezervat ribnikov Riddagshäuser Teiche je označen kot pomembno območje za ptice [21] in posebno varstveno območje. [22]

- Burgplatz, z gradom, stolnico, levom in mestno hišo.
- Braunschweigov lev.
- Mestna hiša
- Veltheimsches Haus (levo) in Gildehaus (desno)
- Gewandhaus
- Altstadtmarkt, s staro mestno hišo (levo) in Stechinelli-Haus
- Cerkev svetega Martina
- Altstadt
- Haus zum Stern na Kohlmarkt
- Cerkev svete Katarine in vodnjak Henrika Leva
- Cerkev svetega Magnusa
- Magniviertel
- Rizzi House
- Andreaskirche
- Alte Waage
- Cerkev svetega Egidija
- Mestno gledališče
- palače Braunschweig
- Richmondova palača
- Samostan Riddagshausen

## Kultura
Braunschweig je znan po Tillu Eulenspieglu, srednjeveški pavliha, ki je bil znan po svoji drznosti in humorju, s katerim je osmeši vsakogar, ki mu je prekrižal pot. V mestu je bilo tudi veliko pivovarn in še vedno zelo posebna vrsta piva imenovano Braunschweiger Mumme, ki je bilo prvič omenjeno leta 1390, ekstrakt slada, ki je bil dobavljen po vsem svetu. V Braunschweigu še vedno delujeta dve glavni pivovarni, Hofbrauhaus Wolters, ustanovljena leta 1627 in nekdanja pivovarna Feldschlößchen, ustanovljena leta 1871, ki jo zdaj upravlja Oettinger Beer.
Braunschweiger Mettwurst, mehka, namazava dimljena svinjska klobasa, je poimenovana po mestu. Beli šparglji, medenjaki, rjavo zelje (različica ohrovta, ki se uporablja s klobaso Bregenwurst) in pecivo Uhlen un Apen (nizka nemščina: za "sova in zamorska mačka") 

### Muzeji
Najpomembnejši muzej mesta je muzej vojvode Antona Ulricha, znan umetnostni muzej in najstarejši javni muzej v Nemčiji, ustanovljen leta 1754. V njem je zbirka mojstrov zahodne umetnosti, vključno z Dürerjem, Giorgionom, Cranachom, Holbeinom, Van Dyckom, Vermeerjem, Rubensom in Rembrandtom.
Državni muzej Braunschweig (Braunschweigisches Landesmuseum), ustanovljen leta 1891, je stalna zbirka, ki dokumentira zgodovino območja Braunschweig od zgodnje zgodovine do danes.
Mestni muzej Braunschweig (Städtisches Museum Braunschweig), ustanovljen leta 1861, je muzej umetnosti in kulturne zgodovine, ki dokumentira zgodovino mesta Braunschweig.
Državni naravoslovni muzej je zoološki muzej, ustanovljen leta 1754.
Drugi muzeji v mestu so Muzej fotografije, Judovski muzej, Muzej kmetijske tehnologije Gut Steinhof in Gerstäcker muzej. Pogoste razstave sodobne umetnosti organizira tudi Društvo umetnosti Braunschweig, ki je v vili Villa Salve Hospes, zgrajeni med letoma 1805 in 1808.

## Partnerska mesta
- Bandung, Indonezija
- Nimes, Francija
- Bath, Anglija
- Sousse, Tunizija
- Kiryat Tiv'on, Izrael
- Magdeburg, Nemčija
- Kazan, Rusija
- Omaha, ZDA
- Zhuhai, Kitajska

## Rojeni v Braunschweigu
- Kurt Ahrens, avtomobilski dirkač
- Karl Andree, nemški geograf
- Richard Andree, nemški geograf in etnolog
- Levin August Gottlieb Theophil von Bennigsen, nemški general
- Julius Wilhelm Richard Dedekind, nemški matematik
- Carl Friedrich Gauss, nemški matematik, astronom in fizik
- Joachim von Kortzfleisch, nemški general
- Christian Schwarzer, nemški rokometaš
- Louis Spohr, nemški skladatelj in dirigent